# María Rosario Amorós
María Rosario Amorós (Madrid, España, 10 de noviembre de 1939 –10 de diciembre de 1996) fue una periodista y escritora madrileña.

## Biografía
Nació en Madrid el 10 de noviembre de 1939 en la castiza Plaza del 2 de Mayo, en el seno de una familia artística. Su padre era belenista (de ahí el nombre de una de sus hijas).
Su abuelo, Don Isidro Amorós, de seudónimo “Don Justo”, que era crítico taurino, marcó su trayectoria periodística a pesar de que ella siempre se declaró antitaurómaca y defensora de los animales, como prueba su pertenencia a varias sociedades protectoras de animales.
Una de sus hijas también es escritora: Paloma Orozco Amorós.

## Obra literaria
"La Dama Azul". Publicación: 09/07/1997. Editorial Anaya.
De la mano de la Dama Azul, vamos paseando por una senda hecha de leyendas que nos hablan del amor, de la amistad, del valor, del coraje, a la vez que del desamor, del odio, de la tristeza...
Estas historias a modo de leyendas tienen como protagonistas a seres singulares que nos acercan a la inmensidad de lo cotidiano, a los hechos sorprendentes que se esconden detrás de una apariencia tranquila.
En suma, leyendas que nos asoman a un mundo donde los sentimientos sirven de marco a los más asombrosos sucesos.
Con una gran sensibilidad narrativa y una buena recreación de los personajes, la autora nos hace partícipes de unos cuentos breves de extensión, pero intensos en cuanto al contenido:
desde el marinero al que su amor esperó más allá de la muerte hasta el piano embrujado de Doña Rosita, que tocaba solo por las estancias. Seguramente todos hemos querido tener un diente largo que nos redimiera como a Pancho, conocer a la bella Caucubú, encontrar un tesoro enterrado y no cruzarnos nunca con María Manuela, la endemoniada.
La obra fue forjada después del enamoramiento que sintió la autora por Cuba y sus tradiciones, tras varios viajes en los que tomó las historias a viva voz de gente que no conocía y que se prestó amablemente a colaborar con ella recordando sucesos contados por sus abuelos en épocas pasadas.